# Uniting Nations
Uniting Nations is een producersteam bestaande uit de Schotse Paul Keenan en de Engelse Daz Sampson, die met de Hall & Oates-klassieker Out of touch in een danceversie eind 2004 een grote hit scoorden.

## Discografie

### Singles
| Single met eventuele hitnotering(en) in de Nederlandse Top 40 | Datum van verschijnen | Datum van binnenkomst | Hoogste positie | Aantal weken | Opmerkingen             |
| ------------------------------------------------------------- | --------------------- | --------------------- | --------------- | ------------ | ----------------------- |
| Out of touch                                                  | 2004                  | 8-1-2005              | 9               | 19           | Dancesmash op Radio 538 |
| You and me                                                    |                       | 1-10-2005             | tip 30          |              |                         |